# Contemplación (álbum de Pedro Aznar)
Contemplación es el segundo álbum de estudio del músico argentino Pedro Aznar, grabado en 1984 en el período en que formaba parte del grupo estadounidense Pat Metheny Group.

## Lista de canciones
Todas las canciones escritas y compuestas por Pedro Aznar, excepto donde se indica.
| N.º | Título                                | Escritor(es)               | Duración |  |
| 1.  | «La Noche Sueña de Día»               | Pedro Aznar, Jorge Lencina | 4:16     |  |
| 2.  | «Candombegle»                         |                            | 4.34     |  |
| 3.  | «Verano en Nueva Inglaterra»          |                            | 4:50     |  |
| 4.  | «Para Acunar a Leila»                 |                            | 4:21     |  |
| 5.  | «23»                                  |                            | 11:21    |  |
| 6.  | «Al Dolor de mi Gente»                |                            | 4:46     |  |
| 7.  | «A la Hora que se Duermen los Trenes» | Pedro Aznar, Jorge Lencina | 3:12     |  |

## Personal
Músicos
- Pedro Aznar: voz, bajo fretless, guitarra acústica, guitarra eléctrica, piano de cola Yamaha, sintetizador Oberheim OB-Xa, secuenciador, Oberheim DSX, programación de batería electrónica Oberheim DMX.
- Pat Metheny: guitarra en "Verano en Nueva Inglaterra" y "23".
- Dan Gottlieb: batería en "Verano en Nueva Inglaterra" y "23".
- Lyle Mays: piano en "23".
- Osvaldo Fattoruso: percusión en "Candombegle".
- Héctor Pomo Lorenzo: batería en "Para Acunar a Leila".

- Datos: Q20015502